# Augusta Hall
Pour les articles homonymes, voir Hall.
Augusta Hall (21 mars 1802 – 17 janvier 1896), baronne Llanover, née Augusta Waddington, fut une héritière galloise, plus connue en tant que patronnesse des Arts du pays de Galles.

## Jeunesse
Elle est née près d'Abergavenny, dernière fille de Benjamin Waddington de Ty Uchaf (ou Llanover en anglais) et de sa femme, Georgina Port. Elle était l'héritière des terres de Llanover dans le Monmouthshire.

## Mariage
Elle devint, en 1823, l'épouse de Benjamin Hall. Par leur mariage se joignirent les grandes propriétés de Galles du Sud de Llanover et Abercarn.
Hall (1802-1867, dont on dit qu'il fut à l'origine du nom de « Big Ben »), fut quelques années député pour la ville de Monmouth, mais qui fut transféré à un siège de Londres. Il fut créé baronnet en 1838, et entra à la Chambre des lords en 1859 sous le gouvernement du Premier ministre Henry John Temple en tant que baron Llanover de Llanover et Abercarn. Sa femme, cependant, l'a toujours supplanté aussi bien pendant leur vie commune, qu'en réputation ultérieure.

## Llanover Hall
En 1828, le couple commissionna l'architecte Thomas Hopper pour leur construire Llanover Hall. Tout autant qu'une maison familiale, celui-ci devait servir de centre des arts.
Lady Llanover a toujours trouvé un grand intérêt à l'étude des civilisations du monde celtique et sa sœur Frances était mariée à un ambassadeur d'Allemagne en Grande-Bretagne, le baron Bunsen, dont les cercles avaient les mêmes intérêts.
Très influencée par Thomas Price, un barde local qu'elle avait rencontré à un Eisteddfod de la région en 1826, elle apprit le gallois et pris le nom de barde de « Gwenynen Gwent » (« l'Abeille de Gwent »). Elle ne parla jamais le gallois couramment, mais fut un ardent défenseur de tout ce qui était gallois. Elle structura sa maisonnée avec tout ce qu'elle considérait de culture et de tradition galloise, et donna à son personnel des titres et des costumes exclusivement locaux.
Les activités politiques de son mari montrèrent le même enthousiasme pour cette culture et ses traditions.

## «Costume gallois»

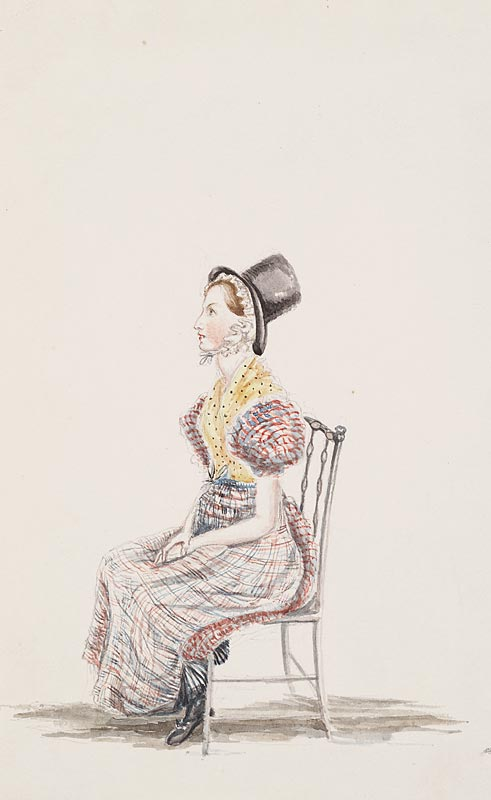
Costume gallois par Augusta Hall, en 1830.

Au Eisteddfod de Cardiff de 1834, elle remporta le premier prix pour son essai Advantages resulting from the Preservation of the Welsh language and National Costume of Wales (« Avantages liés à la préservation du gallois et du costume national du pays de Galles »).
Elle était tellement intéressée qu'elle voulut standardiser le costume national gallois, mais fut par la suite critiquée sur ce sujet.

## Autres accomplissements
Elle aida, en 1850, à la fondation de Y Gymraes (« La Galloise »), le premier périodique pour femmes en langue galloise. On compte parmi ses autres centres d'intérêt la cuisine galloise (à propos de laquelle elle publia un livre) et la musique galloise.
Elle encouragea aussi l'usage de la triple harpe celte, employant un harpiste résident à Llanover Hall.
Elle était la patronnesse de la Société des manuscrits gallois, de l'Institution collégiale galloise de Llandovery, finança la compilation d'un dictionnaire de gallois et acheta de nombreux manuscrit dans sa langue de prédilection, lesquels sont maintenant présentés au Musée national gallois de Cardiff.
Elle collabora avec des musiciens locaux et produit une « collection d'airs gallois ».

## Ligue de tempérance
Son intérêt profond pour la Ligue de tempérance lui fit fermer toutes les maisons closes de ses états, et ouvrir parfois en leur lieu et place des maisons de tempérance. Elle fut, de tous temps, un adversaire fort actif des boissons alcoolisées, et associa toujours ses travaux sur le sujet à son protestantisme militant. Elle dota deux églises calvinistes de la région d'Abercarn de services en gallois, avec une liturgie basée sur le Livre de la prière commune.
Elle survécut presque 30 ans à son époux, atteignant sans peine les 90 ans. Seule sa fille Augusta survécut assez longtemps pour se marier à un fils de famille catholique romaine, et dont le fils devint Major-General pendant la Première Guerre mondiale.